# Rootzmans
Rootzmans – polski zespół muzyczny wykonujący muzykę z pogranicza popu i reggae fusion, założony w połowie 2012 roku.

## Historia zespołu

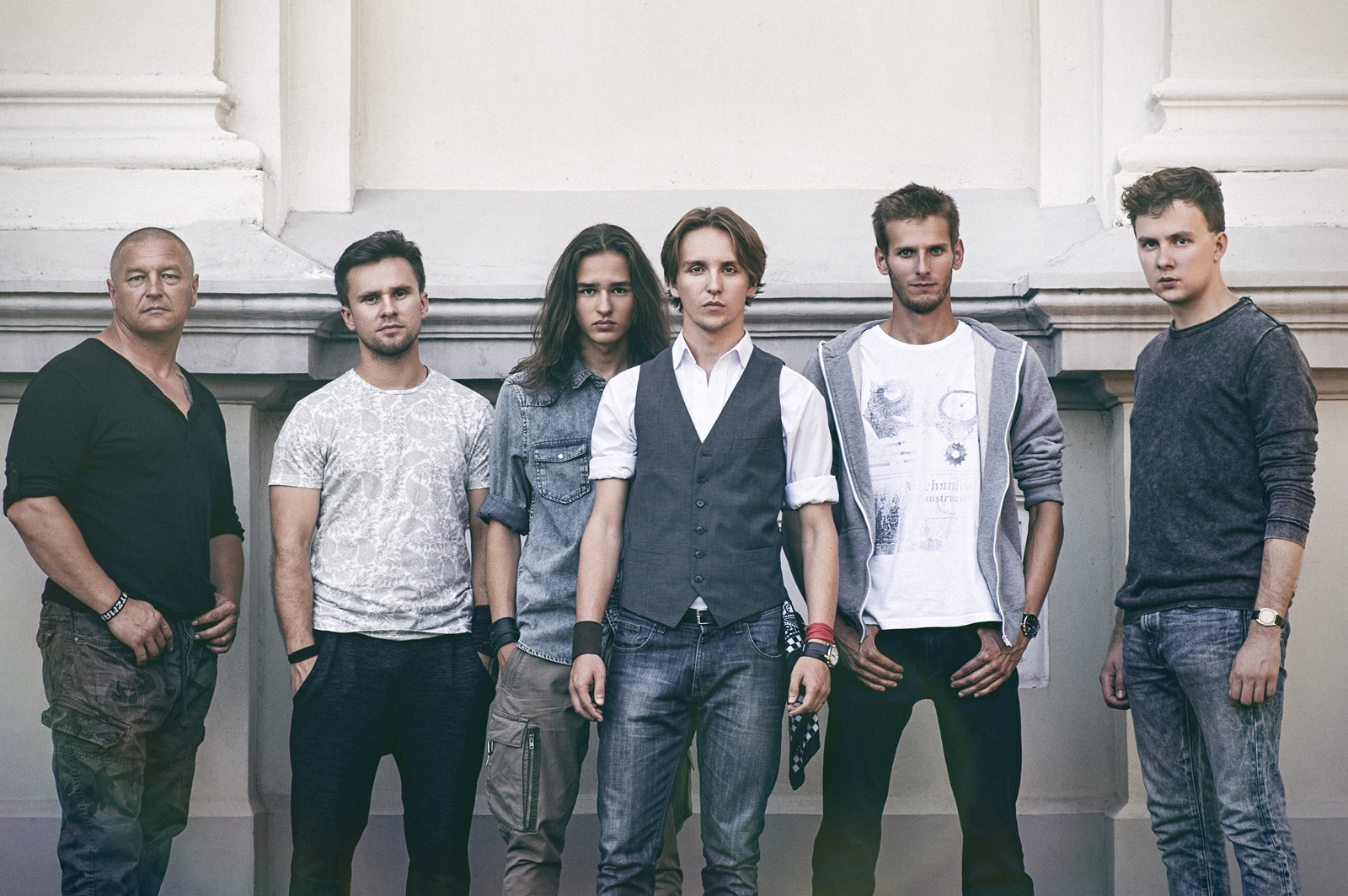
Rootzmans, 2015

Zespół został założony w połowie 2012, w jego skład wchodzą: bracia Piotr i Paweł Świderscy, ich ojciec Mariusz Świderski, Adrian Rał i Bartłomiej Zieliński, jako ostatni do składu dołączył Bartek Bednarek. Kilka miesięcy później muzycy wystąpili w siódmej edycji programu Must Be the Music. Tylko muzyka emitowanego w telewizji Polsat. Na etapie castingów zaprezentowali swoją interpretację utworu „Hotel California” zespołu Eagles. Przeszli do stawki półfinałowej i ostatecznie do finału talent show, który był rozgrywany 25 maja 2014 roku. Po udziale w programie nagrali utwór „Strażnicy nieba” z zespołem Kraków Street Band, który poznali na planie talent show.
W czerwcu 2015 wygrali festiwal Rock in Minsk. W 2016 nagrali utwór „Różni nas wiele” razem z polskimi raperami Popkiem i Matheo. Piosenka znalazła się na płycie studyjnej duetu zatytułowanej Król Albanii, zaś teledysk do tego utworu uzyskał wynik ponad 10 milionów wyświetleń w serwisie YouTube. Zespół pojawił się też gościnnie w innym utworze producentów – „Każdy z nas”, do którego teledysk osiągnął ponad 13 mln wyświetleń na YouTube.  W czerwcu tego samego roku zespół wystąpił z utworem „Ofiary zatrutego źródła” w koncercie „Debiuty” w ramach 53. Krajowego Festiwalu Piosenki Polskiej w Opolu. 25 listopada ukazała się ich debiutancka płyta studyjna zatytułowana Wizje.

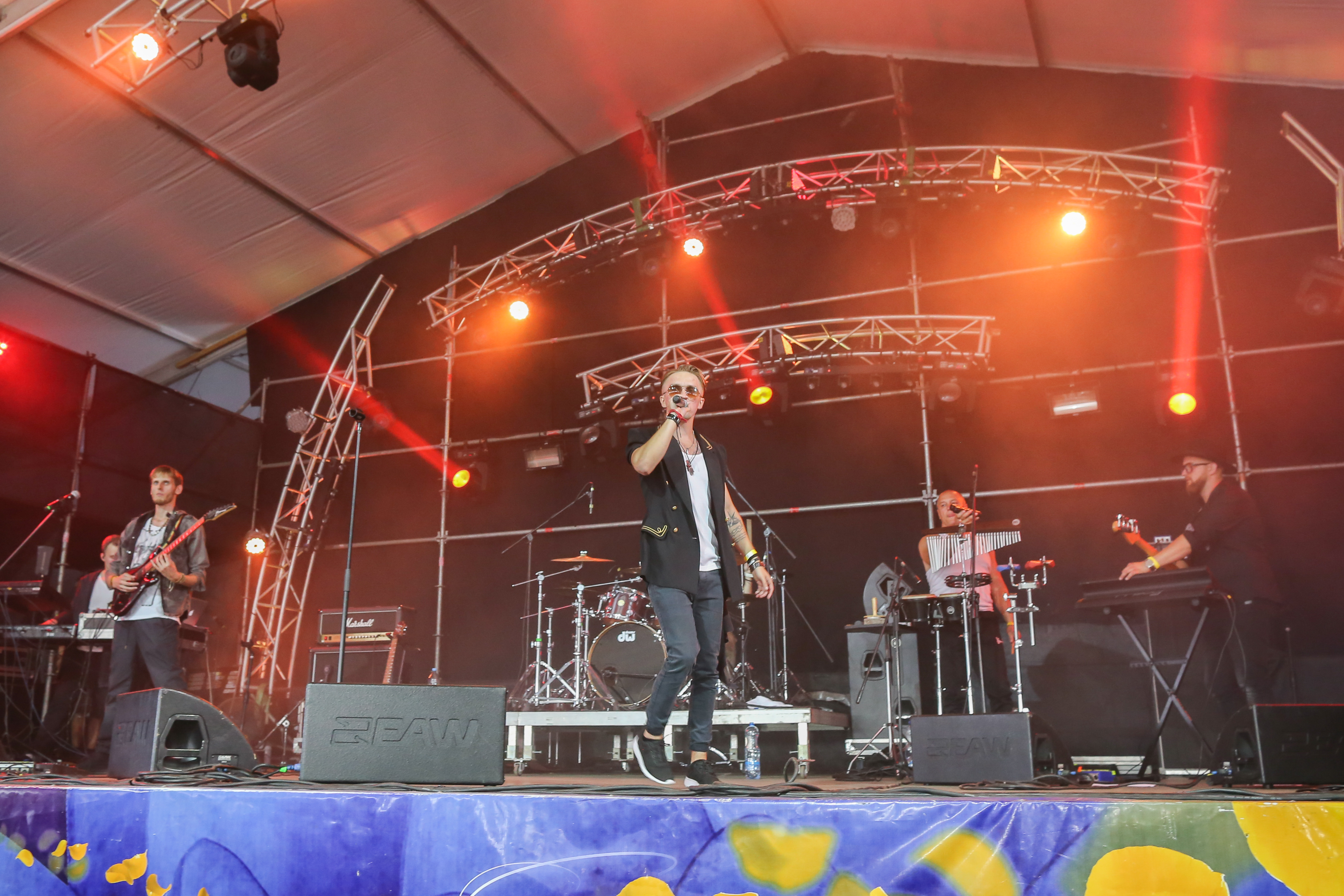
Na Przystanku Woodstock w 2017 r.

W 2017 roku udzielili się w dwóch utworach na płycie Trzech Króli nagranej przez kolektyw Popek x Sobota x Matheo. Wystąpili na Przystanku Woodstock na scenie Viva Kultura.
4 maja 2018 wydali singiel „Odnova”.

## Skład
- Piotr Świderski – śpiew i teksty
- Paweł Świderski – perkusja
- Mariusz Świderski – instrumenty perkusyjne
- Adrian Rał – gitara
- Bartek Bednarek – gitara basowa

- Bartłomiej Zieliński – instrumenty klawiszowe

## Byli członkowie
- Wiesław Foryś – instrumenty klawiszowe
- Damian Wilk – gitara basowa

## Dyskografia

### Albumy studyjne
- Wizje (2016)